# Queen of the Damned
Queen of the Damned (br A Rainha dos Condenados / pt A Rainha dos Malditos) é um filme de terror estadunidense de 2002, produto de uma adaptação cinematográfica do terceiro volume de mesmo nome das Crônicas Vampirescas da escritora Anne Rice, apesar de conter também parte do enredo do livro antecedente, O Vampiro Lestat. Traz Stuart Townsend no papel do vampiro Lestat e Aaliyah no papel que dá nome ao filme. Sua estréia ocorreu seis meses após a morte de Aaliyah em um acidente aéreo, sendo dedicado à sua memória.
A trilha sonora tem músicas exclusivas de bandas como Korn, Static-X, Marilyn Manson, Disturbed, Linkin Park, Dry Cell, Slipknot, entre outras. O total é de 14 músicas em sua trilha sonora.

## Enredo
Queen of the Damned conta a história de um vampiro, Lestat, que após acordar de um sono que durou muitos anos se depara com um mundo completamente diferente do que conhecia. Após se acostumar com o "novo mundo" ele se torna um astro do rock, mas então ele descobre que a rainha dos vampiros, Akasha, quer que ele se torne seu rei.